# Golārcheh-ye Soflá
Golārcheh-ye Soflá (persiska: Golārcheh-ye Pā’īn, گلارچه سفلی) är en ort i Iran.   Den ligger i provinsen Khorasan, i den nordöstra delen av landet, 900 km öster om huvudstaden Teheran. Golārcheh-ye Soflá ligger 849 meter över havet och antalet invånare är 207.
Terrängen runt Golārcheh-ye Soflá är platt åt nordost, men åt sydväst är den kuperad.Runt Golārcheh-ye Soflá är det ganska glesbefolkat, med 35 invånare per kvadratkilometer. Närmaste större samhälle är Şāleḩābād, 10,7 km norr om Golārcheh-ye Soflá. Omgivningarna runt Golārcheh-ye Soflá är i huvudsak ett öppet busklandskap.